# Блодник
Блодник (словен. Blodnik) — поселення в общині Загорє-об-Саві, Засавський регіон, Словенія. Висота над рівнем моря: 636,7 м.